# Rhinella nattereri
Rhinella nattereri es una especie de anfibio anuro de la familia Bufonidae.

## Distribución geográfica
Esta especie habita en:
- Brasil en Roraima en Serra do Sol y Cachoeira Uranduíque;
- Venezuela en el estado de Bolívar en el monte Roraima;
- Guyana en Cuyuni-Mazaruni en el monte Roraima.[2]

## Descripción
Los machos miden de 49 a 55 mm.

## Etimología
Esta especie lleva el nombre en honor a Johann Natterer.

## Publicación original
- Bokermann, 1967: Notas sôbre a distribuição de Bufo granulosus Spix, 1824 na Amazônia e descrição de uma subespécie nova (Amphibia, Bufonidae). Atas do Simposio Sôbre a Biota Amazônica, Volume 5 (Zoologia). Conselho Nacional de Pesquisas, Rio de Janeiro, Brasil, p. 103-109.[3]